# 2024 en Guinée
Cette page présente les faits marquants de l’année 2024 en Guinée.

## Événements

### Février
- du 8 au 11 : Cyberattaque contre l'aéroport international Ahmed-Sékou-Touré.